# Shen Buhai
Shen Buhai (xinès tradicional: 申不害, xinès simplificat: 申不害, pinyin: Shēn Bùhài; Wade-Giles: Shen Puhai, mort el 337 aEC) va ser un buròcrata xinès que va ser el Canceller de Han sota Marquès Zhao de Han del 351 al 337 aEC. Shen va nàixer a Zheng; era probable que hagués estat un funcionari de menor importància per a l'Estat de Zheng. Després que Han va conquerir Zheng el 375 aEC, va anar ascendint posicions a Han. Va ser un innovador de la burocràcia administrativa i estava sovint vinculat amb els Legalistes. Se li atribueix la redacció del Shenzi. Shen Buhai reformà amb èxit la burocràcia en l'Estat de Han, i les seues reformes més tard ser copiades per altres estats. Va morir de causes naturals, mentre estava en el càrrec.

## Filosofia
Shen estava preocupat principalment amb l'administració pública a través de la utilització de burocràcia. El seu sistema requereix un governant fort en el centre. Shen Buhai creu que el governant ideal ha de romandre lluny dels seus funcionaris, mantenint el seu pensament més íntim en secret i mantenint una independència de pensament. Segons Shen, el governant havia de ser la persona més solitària del món.